# NGC 25
NGC 25 (ook wel PGC 706, ESO 149-19, FAIR 1 of AM 0007-571) is een elliptisch sterrenstelsel in het sterrenbeeld Phoenix.
NGC 25 werd op 28 oktober 1834 ontdekt door de Britse astronoom John Herschel.